# Płaksino (obwód kurski)
Płaksino (ros. Плаксино) – wieś (ros. деревня, trb. dieriewnia) w zachodniej Rosji, w sielsowiecie kostielcewskim rejonu kurczatowskiego w obwodzie kurskim.

## Geografia
Miejscowość położona jest w pobliżu rzeki Łomna, 17 km od centrum administracyjnego sielsowietu kostielcewskiego (Kostielcewo), 9 km od centrum administracyjnego rejonu (Kurczatow), 31,5 km od Kurska.
W granicach miejscowości znajduje się 36 posesji.

## Demografia
W 2010 r. miejscowość zamieszkiwało 27 osób.